# ایگناتیوس مالویان
ایگناتیوس مالویان (ارمنی: Իգնատիոս Մալոյան؛ ۸ آوریل ۱۸۶۹ – ۱۰/۱۱ ژوئن ۱۹۱۵) یک قدیس مسیحی ارمنی است. وی جاثلیق کلیسای ارمنی و اسقف اعظم ماردین در بین سال‌های ۱۹۱۱ تا ۱۹۱۵ میلادی بود که در جریان نسل‌کشی ارمنی‌ها توسط حکومت ترکان جوان عثمانی کشته شد.